# Claiton (ur. 1978)
Claiton Fontoura dos Santos (ur. 25 stycznia 1978) – brazylijski piłkarz występujący na pozycji pomocnika.

## Kariera klubowa
Od 1997 do 2012 roku występował w klubach EC Bahia, SC Internacional, Vitória, Servette FC, Santos FC, Nagoya Grampus Eight, Botafogo, CR Flamengo, Athletico Paranaense, Consadole Sapporo, Pelotas i Novo Hamburgo.